# Augustin Demians
Pour les articles homonymes, voir Demians (homonymie).
Augustin Demians est un homme politique français, né le 1er juin 1814 à Nîmes (Gard) et mort le 24 janvier 1871 dans la même ville. 

## Mandats
- Maire de Nîmes
- Député du Gard (1848-1849)

## Sources
- « Augustin Demians », dans Adolphe Robert et Gaston Cougny, Dictionnaire des parlementaires français, Edgar Bourloton, 1889-1891 [détail de l’édition]
- « Demians (Auguste) », dans Dictionnaire biographique du Gard, Paris, Flammarion, coll. « Dictionnaires biographiques départementaux » (no 45), 1904 (BNF 35031733), p. 208.